# آكل العسل المجاور
آكل العسل المجاور (الاسم العلمي: Meliphaga vicina) (بالإنجليزية: Tagula Honeyeater)‏ هو نوع من الطيور يتبع جنس آكل العسل من فصيلة آكلات العسل.